# Isodromus collimaculatus
Isodromus collimaculatus är en stekelart som beskrevs av Xu och Lotfalizadeh 2000. Isodromus collimaculatus ingår i släktet Isodromus och familjen sköldlussteklar.
Artens utbredningsområde är Iran. Inga underarter finns listade i Catalogue of Life.